# Drosophila dicropeza
Drosophila dicropeza este o specie de muște din genul Drosophila, familia Drosophilidae, descrisă de Hardy și Kaneshiro în anul 1979. Conform Catalogue of Life specia Drosophila dicropeza nu are subspecii cunoscute.